# 香港流浪足球會
香港流浪足球會（英語：Hong Kong Rangers FC）是香港一家歷史悠久的足球會，於1958年創立，是全亞洲首間具有職業規模的足球會。流浪一直貫徹該會宗旨，以培養新人為目標，培育出了大量新秀晉身成為香港足球代表隊行列，被視為本土球星傳統搖籃。現時以標準流浪名義，在香港超級聯賽角逐。

2013-2017年會徽

舊會徽

## 球隊歷史

### 創會期 （1958年–1970年）
香港流浪足球會由蘇格蘭籍人士畢特利創立，其後以祖家班霸（Rangers F.C.）命名為Rangers，中文譯為「克難」，但很快在友人建議下改名為「流浪」。於1958年開始正式參加香港足球總會舉辦之青年盃，直至1965年首次升上甲組，在甲組首個球季勇奪銀牌冠軍。
1966年，何鴻燊先生入主，在大坑設立第一個球會宿舍，當年31歲港隊兼九巴前鋒劉志霖加盟。
還成為蘇格蘭格拉斯哥流浪分會。
1969年，獲趙不弱、陳瑤琴伉儷入閣，由畢特利引入首批蘇格蘭外援如大水牛華德、耶穌、長頸鹿積奇及傻俠麥哥利等，聯同郭家明、黎新祥、朱國權、鄧鴻昌及宗啟明等華人年青球員，奪得1970年度甲組聯賽及高級組銀雙料冠軍。其後於1974年及1976年分別奪得總督盃及足總盃冠軍。

### 首次奪冠之後（1970年–1980年）
流浪班主陸續離去，成名球員也相繼轉會他投，因主力球員經驗不足而於1977年降落乙組，而畢特利則返回蘇格蘭經營古董生意。1980年，畢特利結束其古董生意，捲土重來，召集舊將，帶領球隊重返甲組，因經濟拮据而賣盤予楊受成，1981-1985年，球隊先後獲楊受成、唐賢、區偉全及鍾立全入閣，採用「銀彈攻勢」招兵買馬，甚至獲得亞洲電視贊助，但未獲佳績，1986年降落乙組，1988年更淪落至丙組。

### 重返甲組、大肆擴軍 （1988年–1999年）
1988年球季，李輝立獨力接收球會由丙組開始，定下三年計劃，最終於1992年球季重返甲組。1993年球季，獲得林大輝入主流浪。更於翌年大肆擴軍，重金禮聘譚兆偉、李偉文、張金華及甄力健等猛將加盟，奪得1994-95球季銀牌及足總盃「雙料冠軍」。
1997-1998年，球隊先後獲得梁庭、康寶駒及陽明山莊的黃建華入閣贊助，並重整架構，重用潘耀焯、賴啟卓、姚學文、郭文迪等奧運代表隊球員，配合外援郭士利、亨特、高能、艾錫參戰甲組。

### 青春班年代 （1999年–2008年）
1999年夏天，曾獲贊助冠名為「奇利寶流浪」，更由南華及星島羅致歐偉倫及加連奴域增強實力，但短短一個月贊助商臨時退出，二人其後重返及加盟南華。當季由於欠缺贊助，僅由梁庭及李輝立兩人支撐球隊，只能以香港青年軍及城運會代表隊球員，組成青春班參賽。
2001年，除獲得劉展灝、許亮華和莫耀強入閣擔任副會長及足球部主任，更獲瑞士澎馬錶贊助，由總監李輝立、教練李炳雄與凱薩共同統領球隊。由2001年10月12日起，球隊名稱改為「澎馬流浪」。
2003年季初，組軍聘用四名高質外援，加上金判坤轉任教練，滿以為可與強隊爭雄。無奈天意弄人，球季未開始何志榮在香港隊練習賽中重創，隊長張耀麟車禍身亡，安尼頓舊患復發須長期養傷，謝利·拉泰爾扎與哥連斯水準下滑，使球隊一度跌至榜末。雖然范志毅短暫加盟為球會上下帶來一點衝擊，球員也見得積極進取，但隨著范志毅的離去，也令到部份心智未成熟球員像失去支柱，接著遇上作客東莞與東莞南城發生打鬥事件，直接影響到球隊成績。
2005–2006年度，首循環聯賽排榜首，以香港代表竹身份參加滬港盃，僅以一個12碼不敵上海申花。
2007–2008年度，流浪宣布得到著名鐘錶商寶路華的冠名贊助，改名為「寶路華流浪」。但球隊在該季的表現卻大幅下滑，其中在2007年11月2日對南華的比賽（也是新教練巴貝利再度領軍的首場比賽），更大敗1–9。其後會方決定大換血，剛到港試腳的前鋒鄧連捷、表現未如理想的奧烏蘇等數名外援，以及門將蕭國基均被棄用，並引入邵馬、文嘉等數名新外援，惟仍無助球隊脫離降班漩渦，最終在甲組聯賽名列榜末。

### 四海流浪年代（2008年–2011年）
由於球隊於2007–2008年甲組聯賽排名榜尾，按例須於該球季降至乙組作賽。流浪決定申請留級，而四海集團亦有意在來季贊助球會參賽，惟香港足球總會拒絕其申請，原因為足總需要執行升降班制度。流浪幾名高層另外成立「四海流浪體育會有限公司」，向足總申請以「競賽會員」身份參加2008–2009年甲組聯賽，由於足總已接納新成立球會天水圍飛馬以競賽會員身份加入甲組聯賽，故足總不能拒絕，但仍要去除「流浪」二字，故更名為「四海體育會有限公司」，大部份原效力寶路華流浪的職球員均過渡至四海。

### 標準流浪年代（2011年–2016年、2017年起）
另一方面，以原有會籍參加乙組聯賽的「金峰科技」成功取得升班資格，流浪隊用回原有會籍參加甲組聯賽，以新會籍則無限期租予日本乙組職業足球聯賽球會橫濱FC，以「橫濱FC（香港）」名義參賽。
2014年，流浪在深水埗大南西街某座工廠大廈開設面積達6,000呎的會所，由會長莫耀強斥資2,700萬港元置產及進行翻新，於2014年完成工程及啟用。會所內設有健身器材、戰術室、會議室及浸浴設備等。
2015–2016年球季，球隊隊長李志豪因為在2018年世界盃亞洲盃外圍賽表現出色，吸引到中甲及中超球會球探注意，2016年1月會轉投國內球會。2016-2017年球季，由理文化工冠名贊助，流浪今季以「理文流浪」之名參與香港超級聯賽。2017–2018年球季，再度由標準錶計冠名贊助，以「標準流浪」名義參加香港超級聯賽。
2017–2018年球季，流浪於球會會所舉行新聞發布會班費約700至800萬元，並由前港足教練狄恩領軍，以年青球員作骨幹除了去季標準灝天的班底外，亦有黎洛賢、劉卓軒及卓耀國加盟，基於過往三人紀律表現，傳媒將流浪戲稱為「壞孩子兵團」。至於外援方面，則羅致了前公民中場卡錫以及阿根廷前鋒基士頓，而兩位中堅外援則包括摩域治以及從東方龍獅借用的基頓。開季後會址將搬到位於九龍灣的新會所方便球員在訓練前後使用會所設施。
在2018年4月22日，標準流浪在主場以1–3不敵R&F富力賽後，以16戰1勝2和13負得5分排在第10位，在僅餘2場聯賽內，距離第9位的夢想FC相差8分，繼2007/08球季後再宣告護級失敗。2018–19年球季，球隊以「標準流浪」名義參加香港甲組聯賽。球隊簽入黃展鴻做主教練，並重點培養兩名新人吳家俊及鍾昇霖，結果獲得甲組聯賽季軍。
2019年7月，標準流浪接納足總邀請重返港超聯，而球隊暫定班費為400萬港元，簽下了不少港超友會的球員，包括歐陽耀沖、基藍馬、杜馬思及安基斯等，亦引入外援巴辛、簡尼迪及斯薩等，並保留部分原有班底，新一季將以護級為目標。2019年8月28日，標準流浪簽入前鋒安基斯，成為港超第二年紀大的球員，超過40歲。2020年4月30日，香港足球總會宣布2019-20中銀人壽香港超級聯賽復賽的最新安排，標準流浪表示將不會參與本季餘下賽事。
2021年1月4日，標準流浪宣布梁守志加盟，出任球隊首席顧問一職。2021–22球季一如以往，目標盃賽冠軍和培訓青年球員。10月26日簽入中場謝朗軒。
2023年5月13日，標準流浪一比七負傑志，只能屈居足總盃亞軍。聯賽方面，則以第三名完成，獲得出戰亞冠盃外圍賽的資格。
2023年8月10日開操，李向亮教練加盟協助預備組及青訓訓練。同時，球隊一口氣簽入三個球員加強實力、包括翼鋒黎培基、攻擊中場外援蔡立靖、歸化兵前鋒基奥雲尼。
2024年5月15日，標準流浪一比零擊敗傑志，奪得菁英盃冠軍。
2024年5月23日，標準流浪將成立董事局，將球會專業化。投資者莫耀強先生的兒子會加入董事局幫助球會顧問李輝立。
2024年6月17日。大部份球員滿約。部份外援會離隊，包括中鋒非洲外援伊巴謙，華人防守中場林衍廷轉投東方。提升四名小將上一隊。只留用五名華人主力龍門盧兆崎，左閘龍梓軒，左翼姚浩明，攻擊中場趙正宇，前鋒陳耀祖。老將歐陽耀冲退役，轉投半職業港乙或港甲聯賽。
2025年1月2日，標準流浪宣佈簽入巴西攻擊中場比迪高及年僅27歲韓國前鋒任亨浚。
2025年5月31日，標準流浪一比三負東方，只能屈居足總盃亞軍。

## 球隊名字以及冠名變遷
| 年度                                                                  | 球隊中文名稱 | 球隊英文名稱         | 冠名贊助 |
| --------------------------------------------------------------------- | ------------ | -------------------- | -------- |
| 1958年–1995年,1997年–1999年,1999年–2001年,2006年–2007年,2008年–2009年 | 香港流浪     | Rangers              | 無       |
| 1995年–1997年                                                         | UHLSPORT流浪 | UHLSPORT Rangers     | UHLSPORT |
| 1999年                                                                | 奇利寶流浪   | Rangers              | 奇利寶   |
| 2001–2006年                                                           | 澎馬流浪     | Buler Rangers        | 澎馬錶   |
| 2007年–2008年                                                         | 寶路華流浪   | Bulova Rangers       | 寶路華   |
| 2009年–2010年                                                         | 安華         | Ongood               | 無       |
| 2010年–2011年                                                         | 標準錶針     | Biu Chun Watch Hands | 標準錶針 |
| 2011年–2012年                                                         | 金峰科技     | Kam Fung             | 金峰科技 |
| 2012年–2016年,2017年至今                                              | 標準流浪     | Biu Chun Rangers     | 標準錶針 |
| 2016年–2017年                                                         | 理文流浪     | Lee Man Rangers      | 理文化工 |

## 歷年賽季成績

### 港甲時期
| 賽季      | 組別 | 聯賽隊數 | 聯賽名次 | 聯賽成績 | 聯賽成績 | 聯賽成績 | 聯賽成績 | 聯賽成績 | 聯賽成績 | 聯賽成績 | 香港高級組銀牌 | 香港足總盃 | 香港聯賽盃 | 其他賽事 |
| 賽季      | 組別 | 聯賽隊數 | 聯賽名次 | 勝       | 和       | 負       | 入球     | 失球     | 球差     | 總分     | 香港高級組銀牌 | 香港足總盃 | 香港聯賽盃 | 其他賽事 |
| --------- | ---- | -------- | -------- | -------- | -------- | -------- | -------- | -------- | -------- | -------- | -------------- | ---------- | ---------- | -------- |
| 2005–06年 | 港甲 | 8        | 第3名    | 7        | 3        | 4        | 24       | 19       | +5       | 24       | 半準決賽       | 半準決賽   | 分組賽     | 不適用   |
| 2006–07年 | 港甲 | 10       | 第4名    | 7        | 7        | 4        | 23       | 19       | +4       | 28       | 第一圈         | 半準決賽   | 分組賽     | 不適用   |
| 2007–08年 | 港甲 | 10       | 第10名   | 2        | 9        | 7        | 19       | 35       | -16      | 15       | 半準決賽       | 半準決賽   | 分組賽     | 不適用   |
| 2008–09年 | 港甲 | 13       | 第4名    | 12       | 6        | 6        | 38       | 17       | +21      | 42       | 準決賽         | 第一圈     | 半準決賽   | 不適用   |
| 2009–10年 | 港甲 | 10       | 第7名    | 4        | 7        | 7        | 19       | 28       | -9       | 19       | 半準決賽       | 準決賽     | 不適用     | 不適用   |
| 2010–11年 | 港甲 | 10       | 第7名    | 7        | 4        | 7        | 41       | 36       | +5       | 25       | 準決賽         | 半準決賽   | 半準決賽   | 不適用   |
| 2011–12年 | 港甲 | 10       | 第7名    | 6        | 4        | 8        | 32       | 38       | -6       | 22       | 半準決賽       | 準決賽     | 第一圈     | 不適用   |
| 2012–13年 | 港甲 | 10       | 第6名    | 5        | 5        | 8        | 32       | 52       | -20      | 20       | 第一圈         | 半準決賽   | 不適用     | 不適用   |
| 2013–14年 | 港甲 | 10       | 第5名    | 5        | 6        | 7        | 23       | 32       | -9       | 21       | 半準決賽       | 準決賽     | 不適用     | 不適用   |

### 港超時期
| 賽季      | 組別 | 聯賽隊數 | 聯賽名次  | 聯賽成績  | 聯賽成績  | 聯賽成績  | 聯賽成績  | 聯賽成績  | 聯賽成績  | 聯賽成績  | 平均每場入場 人數（港超聯賽） | 香港高級組銀牌 | 香港菁英盃 | 香港足總盃 | 香港聯賽盃 | 其他賽事              |
| 賽季      | 組別 | 聯賽隊數 | 聯賽名次  | 勝        | 和        | 負        | 入球      | 失球      | 球差      | 總分      | 平均每場入場 人數（港超聯賽） | 香港高級組銀牌 | 香港菁英盃 | 香港足總盃 | 香港聯賽盃 | 其他賽事              |
| --------- | ---- | -------- | --------- | --------- | --------- | --------- | --------- | --------- | --------- | --------- | ----------------------------- | -------------- | ---------- | ---------- | ---------- | --------------------- |
| 2014–15年 | 港超 | 9        | 第7名     | 4         | 2         | 10        | 20        | 33        | -13       | 14        | 485                           | 半準決賽       | 不適用     | 半準決賽   | 首圈       | 不適用                |
| 2015–16年 | 港超 | 9        | 第8名     | 2         | 5         | 9         | 15        | 29        | -14       | 11        | 477                           | 半準決賽       | 準決賽     | 準決賽     | 準決賽     | 不適用                |
| 2016–17年 | 港超 | 11       | 第7名     | 7         | 5         | 8         | 31        | 33        | -2        | 26        | 519                           | 第一圈         | 半準決賽   | 半準決賽   | 不適用     | 不適用                |
| 2017–18年 | 港超 | 10       | 第10名    | 1         | 3         | 14        | 12        | 50        | -38       | 6         | 485                           | 第一圈         | 分組賽     | 半準決賽   | 不適用     | 不適用                |
| 2018–19年 | 甲組 | 14       | 第3名     | 14        | 9         | 3         | 56        | 15        | +41       | 51        | 不適用                        | 不適用         | 不適用     | 不適用     | 不適用     | 足總盃初級組—半準決賽 |
| 2019–20年 | 港超 | 6        | 成績取消# | 成績取消# | 成績取消# | 成績取消# | 成績取消# | 成績取消# | 成績取消# | 成績取消# | ——                            | 半準決賽       | 分組賽     | 第一圈     | 不適用     | 不適用                |
| 2020–21年 | 港超 | 8        | 第6名     | 3         | 7         | 7         | 25        | 28        | -3        | 16        | 613                           | 腰斬           | 分組賽     | 腰斬       | 不適用     | 不適用                |
| 2021–22年 | 港超 | 8        | 腰斬      | 腰斬      | 腰斬      | 腰斬      | 腰斬      | 腰斬      | 腰斬      | 腰斬      | 1,076人（腰斬前）             | ---            | 腰斬       | 腰斬       | 不適用     | 不適用                |
| 2022–23年 | 港超 | 10       | 季軍      | 10        | 3         | 5         | 41        | 16        | +25       | 33        | 466                           | 準決賽         | 準決賽     | 亞軍       | 不適用     | 不適用                |
| 2023–24年 | 港超 | 11       | 第6名     | 8         | 0         | 12        | 41        | 34        | +7        | 24        | ?                             | 準決賽         | 冠軍       | 半準決賽   | 不適用     | 不適用                |
| 2024–25年 | 港超 | 9        |           |           |           |           |           |           |           |           | ?                             | 準決賽         | 分組賽     | 決賽       | 不適用     | 不適用                |

- # 由於2019–2020年香港超級聯賽因應2019冠狀病毒病疫情，港超聯需要自2020年2月起暫停賽事，賽事於2020年9月19日復賽，但標準流浪不會參與復賽後餘下的賽事，所以按賽事章則 D.8 項所示，所有比賽紀錄從聯賽榜中剔除。[6]

### 亞洲賽事成績
| 未進行 | 勝出 | 賽和 | 落敗 |

| 流浪於亞洲賽事歷屆比賽紀錄 | 流浪於亞洲賽事歷屆比賽紀錄 | 流浪於亞洲賽事歷屆比賽紀錄          | 流浪於亞洲賽事歷屆比賽紀錄 | 流浪於亞洲賽事歷屆比賽紀錄 | 流浪於亞洲賽事歷屆比賽紀錄 | 流浪於亞洲賽事歷屆比賽紀錄 |
| 球季                       | 賽事日期                   | 賽事名稱, 階段                      | 賽果                       | 對賽隊伍                   | 比賽地點                   | 流浪入球球員               |
| -------------------------- | -------------------------- | ----------------------------------- | -------------------------- | -------------------------- | -------------------------- | -------------------------- |
| 1995                       | 1995年10月10日             | 亞洲盃賽冠軍盃， 東亞區第二圈首回合 | 1–3                        | 橫濱飛翼                   | 香港大球場                 | 譚兆偉                     |
| 1995                       | 1995年10月26日             | 亞洲盃賽冠軍盃， 東亞區第二圈次回合 | 2–4                        | 橫濱飛翼                   | 國立西丘足球場             |                            |
| 2023                       | 2023年8月15日              | 亞冠盃外圍賽初賽圈                  | 1–4 (a.e.t.)               | 海防足球俱樂部             | 旺角大球場                 | 神田夢實 41'               |

## 球會榮譽
| 榮譽                  | 次數        | 年度                               |
| 本 土 賽 事           | 本 土 賽 事 | 本 土 賽 事                        |
| --------------------- | ----------- | ---------------------------------- |
| 甲組聯賽（舊制） 冠軍 | 1           | 1970–71                            |
| 乙組聯賽（舊制） 冠軍 | 1           | 1964–65                            |
| 丙組聯賽（舊制） 冠軍 | 1           | 1991–92                            |
| 高級組銀牌 冠軍       | 4           | 1965–66, 1970–71, 1974–75, 1994–95 |
| 足總盃 冠軍           | 2           | 1976–77, 1994–95                   |
| 菁英盃 冠軍           | 1           | 2023–2024                          |

## 球會文化

### 會歌
| 名 稱    | 簡 介                    | 連 結                  |
| -------- | ------------------------ | ---------------------- |
| 流浪同盟 | 初代會歌，主唱：李卓庭   | （页面存档备份，存于） |
| 打打氣   | 第二代會歌，主唱：莫耀強 |                        |
| 我垃永恆 | 第三代會歌，主唱：連登仔 |                        |

### 球會打氣團
| 名 稱    | 簡 介                                                                            | 年 份          | 活 躍 會 員                        | 連 結                  |
| -------- | -------------------------------------------------------------------------------- | -------------- | ---------------------------------- | ---------------------- |
| 流浪同盟 | 「標準流浪」時期打氣團。                                                         | 2011年一2015年 | 盧仔、wendy                        | （页面存档备份，存于） |
| 流浪之家 | 「理文流浪」時期打氣團。 於理文成立後，班底轉會到理文後援會。                    | 2016年一2017年 | 許嘉樂姐姐，陳卓光媽媽             |                        |
| 流浪先鋒 | 因為流浪長年沒有球迷固定地支持，一群連登論壇的網友重新籌組為「流浪先鋒」打氣團。 | 2021年一2023年 | 先鋒、標準、淡濱尼、西悉尼、昆士柏 |                        |

## 人員名單

### 管理層及職員
| 職位             | 名字及國籍       |
| 管理層及行政職員 | 管理層及行政職員 |
| ---------------- | ---------------- |
| 名譽會長：       | 禤國全           |
| 會長：           | 莫耀強           |
| 副會長：         | 黃澄輝           |
| 主席：           | 莫文韜           |
| 副主席：         | 何震東           |
| 秘書：           | 李輝立           |
| 行政及技術總監： | 馮永成           |
| 行政經理：       | 畢耀威           |
| 職位             | 名字及國籍       |
| 教練團           |                  |
| 主教練：         | 暫缺             |
| 領隊：           | 黃展鴻           |
| 助理教練：       | 法蘭度           |
| 助理教練：       | 盧均宜           |
| 助理教練：       | 林嘉緯           |
| 守門員教練：     | 張偉康           |
| 體適能訓練員：   | 鮑路             |
| 隊醫：           |                  |
| 物理治療師：     | 梁家銘           |

### 一隊球員名單（2025-2026球季）
1. 者為傷患球員

| 球員註冊類別 | 球員註冊類別     |
| ------------ | ---------------- |
|              | 外援             |
|              | 多重國籍本地球員 |
|              | U-22青年球員     |
|              |                  |

| 號碼   | 國籍     | 球員名字                             | 出生日期       | 加盟年份 | 前效力球會     | 球員註冊身份 | 備註       |
| 守門員 | 守門員   | 守門員                               | 守門員         | 守門員   | 守門員         | 守門員       | 守門員     |
| ------ | -------- | ------------------------------------ | -------------- | -------- | -------------- | ------------ | ---------- |
| 99     | 香港     | 陳冠燊（Chan Kun Sun）               | 2004年8月13日  | 2023年   | 中西區         | U-22青年球員 |            |
| 後衛   |          |                                      |                |          |                |              |            |
| 3      | 大韩民国 | 金玟圭（Kim Min-gyu）                | 1999年11月25日 | 2025年   | 巴東水泥       | 外援         | 新加盟     |
| 4      | 香港     | 梁煒烽（Leung Wai Fung）             | 2000年12月22日 | 2024年   | 香港U23        |              |            |
| 12     | 加纳     | 阿格博齊 (Abbey Agbodzie)            | 1999年12月25日 | 2025年   | 貝魯特海岸青年 | 外援         | 新加盟     |
| 16     | 香港     | 韋健豪（Marco Wegener）              | 1995年8月15日  | 2025年   | 北區           |              | 新加盟     |
| 28     | 香港     | 黃曉揚（Wong Milos Del Rosario）     | 2009年3月26日  | 2024年   | 青年軍         | U-22青年球員 |            |
| 32     | 香港     | 李泳豪（Lee Wing Ho）                | 2004年6月18日  | 2024年   | 騰翺MG         | U-22青年球員 |            |
| 33     | 巴西     | 法蘭度（Fernando Lopes Alcântara）   | 1987年3月28日  | 2020年   | 沙田           | 外援         | 球員兼助教 |
| 36     | 香港     | 曾斫然（Tsang Cheuk Yin）            | 2006年4月26日  | 2025年   | 東方 U22       | U-22青年球員 | 新加盟     |
| 45     | 加纳     | 安沙（Maxwell Ansah）                | 1998年4月21日  | 2025年   | 仙台陸奧       | 外援         |            |
| 99     | 香港     | 鄭子森（Cheng Tsz Sum）              | 1999年3月20日  | 2025年   | 大埔           |              | 外借加盟   |
| 中場   |          |                                      |                |          |                |              |            |
| 2      | 香港     | 李呈（Lee Ching）                    | 2007年6月12日  | 2024年   | 晉峰           | U-22青年球員 |            |
| 5      | 日本     | 林遼太（Hayashi Ryota）              | 1995年4月10日  | 2021年   | 海軍海鷹隊     | 外援         |            |
| 10     | 日本     | 岡本玲仁（Akito Okamoto）            | 1998年4月28日  | 2025年   | 自由身         | 外援         | 新加盟     |
| 18     | 香港     | 劉彥匡（Lau Yin Hong Alvin）         | 2007年1月2日   | 2024年   | 青年軍         | U-22青年球員 |            |
| 20     | 美国     | 尼葛（Sebastian Pierre Nicot）       | 2005年5月12日  | 2024年   | 聖馬洛         | 外援         |            |
| 21     | 香港     | 張青雲（Cheung Ching Wan）           | 2007年1月19日  | 2024年   | 晉峰           | U-22青年球員 |            |
| 25     | 香港     | 梁凱俊（Leung Hoi Chun）             | 2004年9月27日  | 2023年   | 佳聯元朗       | U-22青年球員 |            |
| 27     | 香港     | 林樂賢（Lam Lok Yin Jerry）          | 2001年11月19日 | 2025年   | 大埔           |              | 外借加盟   |
| 35     | 阿根廷   | 彭尼加斯（Matias Ignacio Panigazzi） | 1997年6月5日   | 2025年   | 海軍           | 外援         | 新加盟     |
| 44     | 香港     | 馮冠鳴（Fung Kwun Ming "Aries"）     | 1996年8月2日   | 2025年   | 大埔           |              | 外借加盟   |
| 前鋒   |          |                                      |                |          |                |              |            |
| 7      | 香港     | 劉智樂（Lau Chi Lok）                | 1993年10月15日 | 2019年   | 香港飛馬       |              | 隊長       |
| 9      | 香港     | 黃韜霖（Wong To Lam）                | 2007年9月13日  | 2024年   | 晉峰           | U-22青年球員 |            |
| 11     | 香港     | 馬榕生（Ma Yung Sang）               | 2007年12月29日 | 2024年   | 理文           | U-22青年球員 |            |
| 14     | 加纳     | 伊巴謙（Yakubu Nassam Ibrahim）      | 1997年2月18日  | 2025年   | 蘇州東吳       | 外援         |            |
| 22     | 中国     | 陈灏（Chen Hao）                     | 2002年1月11日  | 2025年   | 港會           | 外援         | 新加盟     |
| 30     | 香港     | 周詠熙（Chow Wing Hei）              | 2006年9月18日  | 2025年   | 佳聯元朗       | U-22青年球員 | 新加盟     |
| 79     | 香港     | 周以軒（Chow Yee Hin Ian）           | 2007年1月12日  | 2024年   | 青年軍         | U-22青年球員 |            |

### 外借球員（2025–2026球季）
| 國籍 | 球員名字 | 位置 | 出生日期 | 外借球會 |
| ---- | -------- | ---- | -------- | -------- |

### 離隊球員（2025–2026球季）
| 國籍                       | 球員名字                                             | 位置       | 出生日期       | 加盟球會   |            |
| 夏季轉會窗                 | 夏季轉會窗                                           | 夏季轉會窗 | 夏季轉會窗     | 夏季轉會窗 | 夏季轉會窗 |
| -------------------------- | ---------------------------------------------------- | ---------- | -------------- | ---------- | ---------- |
| 香港                       | 盧兆崎（Lo Siu Kei）                                 | 守門員     | 2001年9月15日  | 大埔       |            |
| 香港                       | 奧力斯（Oleksiy Shlyakotin）                         | 守門員     | 1989年9月2日   |            |            |
| 日本                       | 林堂真（Rindo Makoto）                               | 後衛       | 1989年11月21日 | 退役       |            |
| 香港                       | 姚浩明（Yiu Ho Ming）                                | 後衛       | 1995年5月1日   | 東方       |            |
| 香港                       | 袁熙懃（Yuen Hei Kan）                               | 後衛       | 1995年5月1日   |            |            |
| 香港                       | 嚴顥崑（Daniel Yen）                                 | 後衛       | 2000年11月12日 |            |            |
| 香港                       | 陳耀祖（Chan Yiu Cho）                               | 前鋒       | 2005年4月25日  |            |            |
| 香港                       | 張廣然（Chang Kwong Yin）                            | 前鋒       | 2002年2月24日  | 東方       |            |
| 香港                       | 巴拉克（Barak Braunshtain）                          | 中場       | 1999年6月10日  | 理文       |            |
| 大韩民国                   | 金道賢 （Kim Do-hyun）                               | 中場       | 2006年2月27日  |            |            |
| 巴西                       | 比迪高（"Biteco" Guilherme Bitencourt Da Sliva）     | 中場       | 1994年3月12日  |            |            |
| 大韩民国                   | 姜鋧（Kang Hyun）                                    | 中場       | 1998年1月30日  |            |            |
| 巴西                       | 雷仙奴（"Luizinho" Dutra Dos Santos, Luiz Humberto） | 前鋒       | 1995年11月1日  | 九龍城     |            |
| 大韩民国                   | 任亨浚（Lim Hyoung-jun）                             | 前鋒       | 1997年4月23日  |            |            |
| 非轉會窗時期(夏季轉會窗後) |                                                      |            |                |            |            |
| 冬季轉會窗                 |                                                      |            |                |            |            |
| 非轉會窗時期(冬季轉會窗後) |                                                      |            |                |            |            |

## 歷任總教練
| 郭家明：（1971年一1977年） | 畢偉康：（199X年一199X年）                                 | 黎新祥：（1998年一1999年） | 凱薩：（2001年一2002年）   | 李炳雄：（2001年一2002年） |
| 金判坤：（2002年一2004年） | 巴貝利：（2006年，2007年一2008年，2011年一2012年）(2024年) | 高能·保羅歷：（2012年）    | 陳鴻平：（2012年一2013年） |                            |
| 張寶春：（2014年一2015年） | 列卡度：（2013年一2014年，2015年一2016年）                 | 甄力健：（2014年一2016年） | 馮凱文：（2016年一2017年） |                            |
| 林慶麟：（2017年）         | 狄恩：（2017年）                                           | 蘇洋：（2018年）           | 卓卓：（2018年）           |                            |
| 黃展鴻：（2018年–）        | 招重文：（2019年–2024年）                                  | 賴嘉輝：（2019年–2023年)   | 潘文俊：（2019年–2023年)   |                            |

## 歷任守門員教練
- 馬必雄（2001年-2002年）
- 高志超（2012年-2015年）
- 張偉康（2015年一）

## 曾效力球員

### 本地球員
| 陳湛羲 | 陳志康   | 陳豪文 | 陳肇麒 | 陳偉豪 | 陳耀麟 | 翟廷峯   |        |
| 鄭少偉 | 朱兆基   | 張偉康 | 張耀麟 | 趙俊傑 | 鍾皓賢 | 范俊業   |        |
| 馮嘉奇 | 高志超   | 姚韡   | 郭文迪 | 郭詠燊 | 賴啟卓 | 黎耀昌   |        |
| 林嘉緯 | 李志豪   | 邱銘   | 李思明 | 李偉文 | 羅振邦 | 盧均宜   | 陸冠邦 |
| 文彼得 | 潘耀焯   | 蘇來強 | 譚兆偉 | 譚偉國 | 杜瀚滔 | 黃展鴻   | 黃鎮宇 |
| 葉志豪 | 姚學文   | 楊賜麟 | 徐宏傑 | 周均俊 | 林衍廷 | 歐陽耀冲 | 姚浩明 |
| 比圖   | 辛祖     | 魏釗   | 張春暉 | 梁子成 | 亞古沙 | 賓曹     |        |
| 卓卓   | 基藍馬   | 麥保美 | 夏志明 | 高梵   | 科夫   | 摩西斯   |        |
| 霍斌仁 | 約翰艾馬 | 金判坤 | 鄭國根 | 張志德 | 張錦泉 | 張金華   |        |
| 郭家明 | 黎新祥   | 黎榮富 | 林尚義 | 雷煥璇 | 鄧鴻昌 | 鄧劍棟   |        |
| 甄力健 | 姚卓然   | 葉尚華 | 盧啓源 | 鍾楚維 | 宗啟明 | 朱國權   |        |
| 何家寶 | 陳志賢   | 巴貝利 | 居里   | 積奇   | 麥哥利 | 華德     |        |

### 外援球員
| 基士頓   | 巴辛     | 簡尼迪       | 安尼頓     | 邵馬     | 法比奧     | 莫斯奧     |
| 列卡度   | 盧斯安奴 | 保羅         | 賈力加丁   | 杜馬思   | 基奧雲尼   | 泰利史高斯 |
| 祖爾     | 安達     | 連拿度       | 基頓       | 利馬     | 貝治       | 盧比斯     |
| 法蘭度   | 馬其仕   | 史提芬彭利拿 | 杜格拉斯   | 亞加斯圖 | 大衛巴拉   | 賈思浩     |
| 祖連奴   | 曉高     | 比迪高       | 雷仙奴     | 文嘉     | 施素高     | 范志毅     |
| 隋維     | 于洋     | 樊偉軍       | 姬向争     | 蘇洋     | 楊佰霖     | 安杜       |
| 盧沛迪   | 高能     | 高馬         | 美路史拿域 | 巴恩斯   | 凱薩       | 亨特       |
| 加夫利   | 麥當奴   | 確路         | 艾雲       | 迪基圖   | 安力圖     | 佐迪       |
| 列斯奧   | 雅高     | 賀斯卡       | 連卓思     | 禾達     | 簡古爾     | 芝利卡士   |
| 高田壽典 | 片野寬理 | 佐佐木周     | 神田夢實   | 上形洋介 | 宇野木悠佑 | 菅沼駿哉   |
| 岡本玲仁 | 深井大輔 | 林堂真       | 李吉勛     | 韓載雄   | 池慶訓     | 馬相訓     |
| 崔佑在   | 金旻奎   | 任亨浚       | 仇志强     | 魏維思   | 哥連斯     | 卡立       |
| 奧化     | 佐治貝斯 | 斯薩         | 謝利       | 馬高遜   | 施迪       | 德普洛夫   |
| 李度     | 狄恩     | 祖雲奴域     | 蘭高域     | 摩域治   | 卡錫       | 韋度域     |
| 卡丹奴域 | 奧利斯   | 奧梳尼斯     | 薩斯       |          |            |            |

## 聯盟球會
- 伯明翰
- 格拉斯哥流浪[11]

## 外部連結
- 流浪足球隊官方的Facebook專頁
- 標準流浪足球隊官方的Instagram帳戶
- 香港足球總會網頁球會資料（页面存档备份，存于）